# دژرووو
دژرووو (به بلغاری: Dzherovo) یک منطقهٔ مسکونی در بلغارستان است که در شهرستان کیرکوفو واقع شده‌است.